# Palazuelo (Badajoz)
Palazuelo es una entidad local menor del municipio español de Villar de Rena, perteneciente a la provincia de Badajoz (comunidad autónoma de Extremadura, España).

## Situación
Se encuentra en una llanura fluvial a orillas del río Ruecas, cerca de Puebla de Alcollarín. Aunque geográficamente se trata de un núcleo urbano físicamente independiente, administrativamente es una Entidad Local Menor dependiente del municipio matriz, Villar de Rena, perteneciente a la comarca de Vegas Altas y al Partido judicial de Villanueva de la Serena.

## Geografía
El cauce del río Ruecas fue canalizado en los años 80 en su tramo cercano para evitar las frecuentes inundaciones que se producían en invierno.
De clima continental, se caracteriza por veranos secos y cálidos, con inviernos suaves y húmedos. 

## Población
A pesar de la existencia de recursos económicos de carácter agrario, la población ha ido menguando y envejeciendo considerablemente en las últimas décadas. Desde la década de los 70 se han producido, en fases intermitentes, salidas emigratorias de población a destinos diversos dentro del país, principalmente Madrid, Barcelona y lorca.

## Origen
La creación de la localidad vino auspiciada por el Plan Badajoz, promocionando el asentamiento de nuevas familias para la explotación agrícola de regadío de las Vegas Altas del Guadiana.

## Patrimonio
Iglesia parroquial católica de Santa Teresa de Jesús, en la archidiócesis de Mérida-Badajoz, diócesis de Plasencia, arciprestazgo de Miajadas.

## Actividad económica
El principal cultivo es el arroz, seguido en término secundario por plantaciones de árboles frutales, principalmente melocotoneros y perales. En la década de los 90 se construyó una planta industrial de secado del grano para la sustitución del medio tradicional, exposición a la intemperie en eras de terreno abierto, método laborioso y perjudicial para la cosecha en caso de lluvia.

## Gastronomía
Se basa principalmente en cocina tradicional de Extremadura, con predominio de productos derivados. Cabe destacar platos como las migas extremeñas y charcutería de matanza. 

## Fiestas
En el mes de octubre se celebra la fiesta mayor de la localidad en honor de Santa Teresa de Jesús, donde el principal acto es la comida popular de hermandad entre las diferentes generaciones de residentes y emigrantes.